# Voix des Arabes
La Voix des Arabes ou Sawt al arab (en arabe : إذاعة صوت العرب) est une station de radio égyptienne d'État à diffusion internationale appartenant à l'Union de la radio et de la télévision égyptienne,. Elle émet en ondes moyennes et en ondes courtes. Elle fut créée en juillet 1953 sous l'impulsion de Nasser. 